# Move (4L單曲)
《Move》（韓語：무브）為南韓女子音樂組合Four Ladies的一首單曲，此單曲由Jade內容媒體在2014年8月4日發行。音樂錄影帶於8月1日釋出，釋出三天內即破83萬點擊率，並在8月5日達到百萬點擊率。同時，此單曲的音樂錄影帶在2014年8月份YouTube韓國區排名第五名，超越Kara、Secret和Sistar等藝人的音樂錄影帶。

## 創作背景
2014年7月29日，Jade內容媒體釋出《Move》的音樂錄影帶第一波預告，預告中以女同性戀作為音樂錄影帶主題，並表示此次的主題雖並非首次採用，卻是一個巨大的挑戰。翌日，Jade內容媒體釋出《Move》的音樂錄影帶最後兩個預告，預告皆被分類為19禁，舞蹈動作具有性暗示的意味，在音樂的部分則帶有拉丁風格。在音樂錄影帶正式釋出之前，Jade內容媒體對外表示新曲會展示24禁的性感尺度，更表示預告的舞蹈動作只是冰山一角。

## 爭議
Jade內容媒體於8月1日釋出音樂錄影帶後，舞蹈動作因近乎色情的裸露尺度遭到大量的批評。網友指出團體中仍有成員未滿20歲，此次的音樂錄影帶可能會影響後續的演藝生涯。事後，Jade內容媒體表示：「為了展現性感，這是無可避免的過程」，而Four Ladies因為服裝設計、舞蹈動作等原因導致無法像其他團體一樣在發行歌曲後的首個月回歸樂壇，而是在9月13日的人氣歌謠展現首場公開表演。

## 曲目列表
| 數位音源： | 數位音源：   | 數位音源： | 數位音源： | 數位音源： |
| 曲序       | 曲目         |            | 作曲       | 时长       |
| ---------- | ------------ | ---------- | ---------- | ---------- |
| 1.         | Move         | 完美肩膀   | 完美肩膀   | 3:16       |
| 2.         | Move（伴奏） |            | 完美肩膀   | 3:16       |

## 發行及銷售

### 發行紀錄
| 單曲     | 日期         | 形式     | 發行公司            |
| -------- | ------------ | -------- | ------------------- |
| 《Move》 | 2014年8月4日 | 數位下載 | Jade Contents Media |

### 銷售排行榜
| 榜單名稱（2014年） | 最高排名 |
| ------------------ | -------- |
| Gaon社群平台榜     | 4        |